# Chilcomb
Chilcomb – wieś w Anglii, w hrabstwie Hampshire, w dystrykcie Winchester. Leży 8 km na wschód od miasta Winchester i 95 km na południowy zachód od Londynu. Miejscowość liczy 90 mieszkańców.